# Juan Fabila Mendoza
Juan Fabila Mendoza (Ciudad de México, México; el 5 de junio de 1944) es boxeador y medallista mexicano que ganó la medalla de bronce en los Juegos Olímpicos de Tokio 1964 en la categoría de 51 kg. a 54 kg. 
Fue hijo de José Fabila, quien fue boxeador amateur, campeón de Tlalpan, San Ángel y Tacubaya y de Sara Mendoza. Juan Fabila fue expulsado de la secundaria por las constantes peleas que enfrentaba.
Pancho Rosales se convirtió en su entrenador cuando tenía dieciséis años. En 1961 obtuvo el primer puesto en el campeonato de boxeo de la Ciudad de México y un año después fue vencedor del campeonato nacional de su país natal. En 1963 participó en los Juegos Panamericanos realizados en São Paulo, Brasil. En las olimpiadas de Tokio se enfrentó a Sadek Aliakbar de Irán, su segundo contrincante fue Pak Chaw de Hong Kong y su tercer duelo, del que también fue ganador, fue contra Oleg Grigoryev de Unión Soviética. Finalmente fue derrotado en las semifinales por Chung Shin-Cho de Corea y Washington Rodríguez de Uruguay.